# La Grosse Caisse
Pour l’article homonyme, voir Grosse caisse.
Pour plus de détails, voir Fiche technique et Distribution.
La Grosse Caisse est un film français réalisé par Alex Joffé sorti en 1965.
Un receveur du métro parisien, écrivain amateur mais éconduit par les éditeurs qu'il sollicite, transmet son récit de hold-up à de vrais gangsters, espérant que leur succès fera sa notoriété littéraire.

## Synopsis
Louis Bourdin, un humble poinçonneur de métro à la RATP, vantard mais peureux, travaille à la station Quai de la Rapée. Il est tellement fanatique de romans policiers qu'il en écrit un lui-même. Il prend le pseudonyme de Lenormand, et intitule son roman « Rapt à la RATP » : l'histoire imaginaire du hold-up de la rame des finances, qui collecte quotidiennement la recette des stations à la fin de service, vol qu'il décrit avec un luxe de détails. Il le propose à plusieurs éditeurs, qui repoussent l'ouvrage.
Blessé par les refus des éditeurs, ainsi que par les railleries de ses collègues, Bourdin incite par dépit de vrais gangsters à réaliser le plan décrit dans son roman, afin d'assurer son succès littéraire, et de séduire Angélique, la poinçonneuse du quai d'en face. Dans le café faisant face à la prison de la Santé, portant le nom d’À la bonne Santé, il tente d'approcher un gangster sortant de prison en lui glissant le plan d'action dans la poche de son veston. Mais son choix se porte rapidement sur un truand célèbre, Filippi, véritable « aristocrate du crime ». Il l'approche de la même manière dans un bowling ; celui-ci se montre très intéressé par le scénario et souhaite le suivre à la lettre. Mais il oblige Bourdin à devenir son complice, afin de permettre sa réalisation et de respecter scrupuleusement le plan décrit dans le roman.
Bourdin vole la clé ouvrant les grilles des stations de métro à son chef de station. En faisant signe au conducteur de la rame et étant reconnu, il permet l'arrêt de la rame à finances et l'ouverture de ses portes à la station précédente, Arsenal, station fermée du métro que les gangsters investissent au préalable. Les gangsters enferment les agents RATP dans les coffres de voitures exposées sur les quais à titre publicitaire, et s'enfuient avec la rame à finances. Parvenus sur le viaduc d'Austerlitz, ils réalisent comme prévu le plan décrit : les sacs de pièces et billets sont jetés dans la Seine, avec des flotteurs afin de ne pas couler.
Mais le premier truand que Bourdin avait approché connaît le plan : il récupère un des cinq sacs sous le viaduc avec une embarcation et s'enfuit avec lui. Les quatre autres sacs sont récupérés plus loin par Bourdin et les gangsters, avant d'être arrêtés par la police, prévenue par Angélique, qui avait aperçu la présence anormale de Bourdin à bord de la rame à finances. Filippi innocente Bourdin qui ressort rapidement de prison : le braquage a fait la une des journaux et son roman est finalement devenu un grand succès littéraire.

## Fiche technique
- Réalisation : Alex Joffé

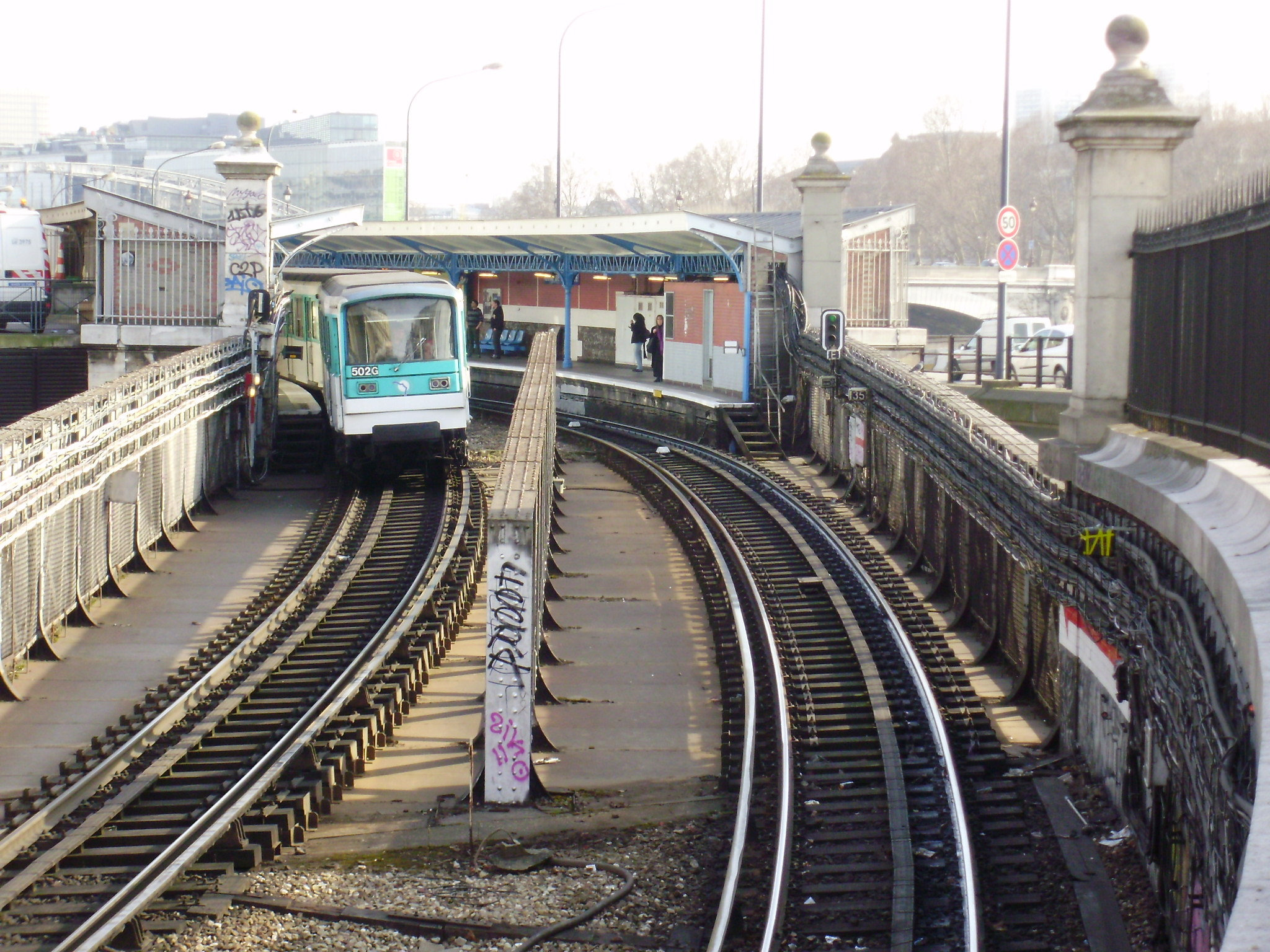
Le pont-métro Morland, à l'entrée de la station Quai de la Rapée.

- Scénario : René Asséo, Géno Gil, Luc Charpentier, Pierre Lévy-Corti et Alex Joffé
- Adaptation et Dialogue : Alex Joffé et Pierre Lévy-Corti
- Assistant réalisateur : Fabien Collin
- Images : Louis Page
- Opérateur : Gilbert Chain
- Musique : Jean Marion (éditions Hortensia)
- Décors : Jacques Paris assisté d'André Guérin
- Son : Jacques Maumont
- Montage : Éric Pluet
- Scripte : Élisabeth Rappeneau
- Maquillage : Billie Bonnard
- Régisseur intérieur : Louis Germain
- Fourrures de Max
- Costumes : A. de March et H. Piegay sont habillés par Ted
- Tirage dans les studios Marignan et Paris Studio Cinéma
- Pellicule 35 mm, noir et blanc
- Production : Marceau Cocinor
- Distribution : Cocinor
- Directeur de production : Mireille de Tissot
- Tournage dans les studios d'Épinay
- Durée : 105 min
- Première présentation le 9 juillet 1965
- Genre : comédie policière
- Affiche : Jouineau Bourduge (France)

## Distribution

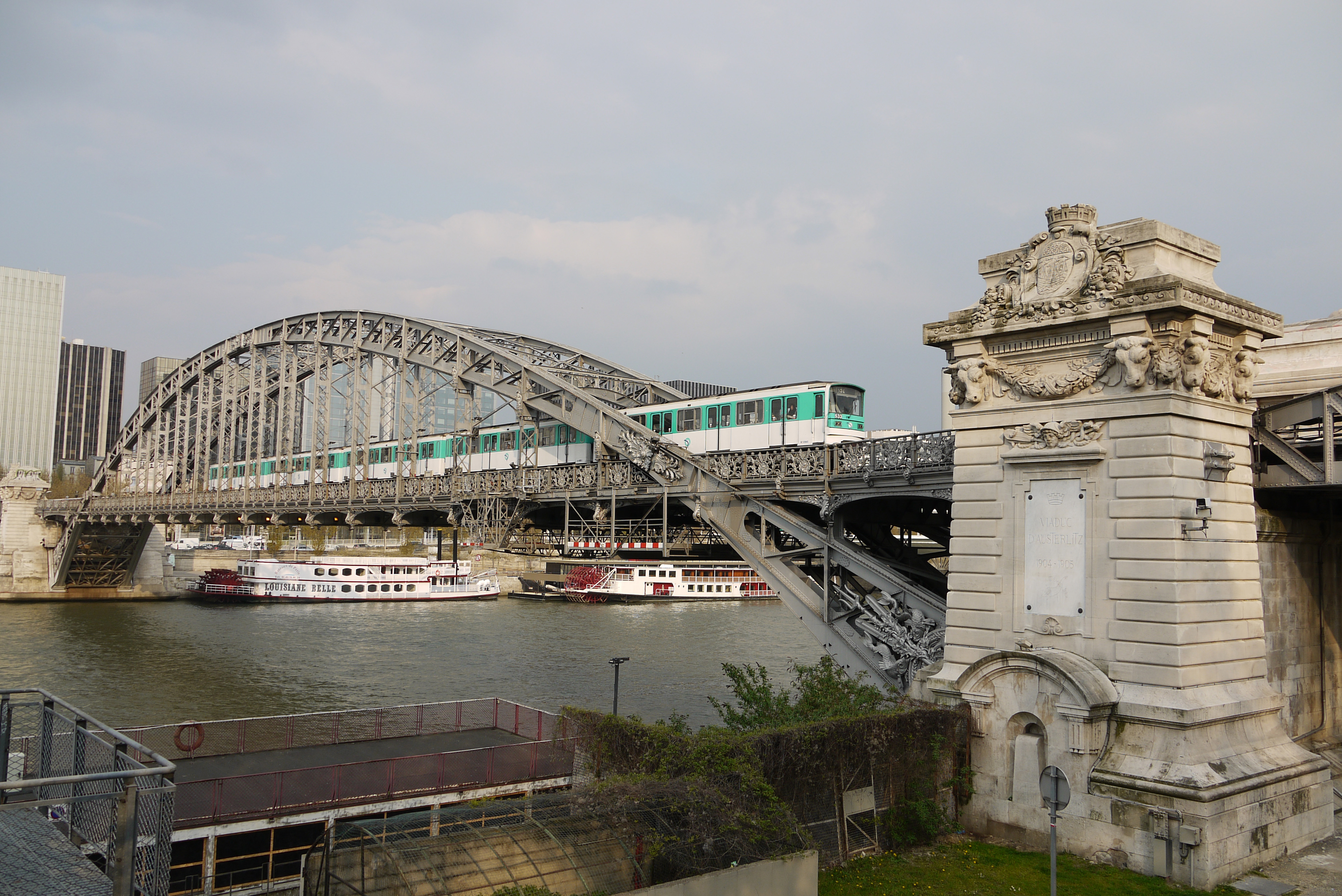
Le viaduc d'Austerlitz.

- Bourvil : Louis Bourdin, poinçonneur à la RATP et écrivain
- Paul Meurisse : Paul Filippi, le truand
- Françoise Deldick : Angélique, la poinçonneuse
- Daniel Ceccaldi : Pignol, le collègue poinçonneur
- Roger Carel : M. Souvestre, le chef de station
- Pierre Vernier : un agent de sécurité armé
- Henri Piégay : Luc, homme de main de Filippi
- Philippe March (Aimé de March) : homme de main de Filippi
- Ménakhem Shuval : le grand libéré (le 5e sac)
- Bernard Fresson : le responsable de la rame à finances
- Jacques Legras : le facteur
- Georges Audoubert : un agent de sécurité armé
- Jacques Plée : l'aiguilleur
- Pierre Richard : un complice brun de Filippi
- Françoise Le Bail : la serveuse
- Jacqueline Johel : la guichetière de la station
- Tsilla Chelton : la marchande de journaux

Non crédités :
- Yves Arcanel : complice blond de Filippi
- Paul Bisciglia : un machiniste du métro
- Jacques Bouvier : Clarence, le chauffeur
- Katia Christina : Brigitte de Ganimard
- Roland Giraud : un homme sur le quai
- Gérard Hoffmann : le patron du bistrot
- Alex Joffé : un voyageur sur le quai
- Albert Michel : un chef de station
- Juliette Mills : la standardiste de Ganimard
- Paul Pavel : un machiniste
- Pierre Raffo : conducteur de la rame à finances
- Gilbert Servien : un voyageur sur le quai
- Paul Temps : maître Loriot
- Charles Tordjman : le prisonnier de la Santé
- François Valorbe : le directeur de la RATP
- Dominique Zardi : client du bar du Bowling

## Autour du film
Le film fait replonger le spectateur dans l'ambiance du métro parisien des années 1960, avec ses rames Sprague-Thomson et ses poinçonneurs sur les quais. Il s'inspire du système de collecte des recettes du métro de Paris de l'époque et de sa voie des Finances. Jusqu'au 7 octobre 1967, la Compagnie du chemin de fer métropolitain de Paris (CMP) puis la RATP ont collecté leurs recettes à l'aide de ce train spécial, qui parcourait chaque soir l'itinéraire Quai de la Rapée - Place d'Italie - Étoile - Gare de Lyon. Les finances étaient déchargées ensuite dans le raccordement et transférées sur une ligne à voie étroite de soixante centimètres, dite voie des finances, dont l'entrée est protégée par une porte blindée.
« La Grosse Caisse » était le nom donné par les agents du métro au wagon blindé utilisé pour le transport de la recette et qui joue ici un rôle central dans l'intrigue.
À titre de clin d'œil, Bourvil fredonne dans le film la chanson de Serge Gainsbourg Le Poinçonneur des Lilas.
La station de métro a été reconstituée en studio à Épinay-sur-Seine pour les besoins du film.
Roger Carel, qui joue le chef de station, est le fils d'un employé de la Compagnie du chemin de fer métropolitain de Paris (CMP), une des ancêtres de la Régie autonome des transports parisiens (RATP).
Bourvil adopte dans le film le pseudonyme littéraire de Lenormand (l'idée lui vient en regardant un polar de la série Du Riffifi, dû à l'écrivain et ancien truand Auguste Le Breton). C'est une référence évidente à sa région natale, son nom de scène étant également un hommage à Bourville en Seine-Maritime, village natal de sa mère.
Les allusions sont nombreuses au monde de l'édition : Gaston GaniMard pour Gallimard, la collection Série sombre dirigée par Marcel Ducamel pour Marcel Duhamel, la standardiste de l'éditeur prend François Mauriac puis Georges Simenon au téléphone, etc.